# Total Death

Tapa Lado B

Total Death es el sexto álbum de estudio de la banda noruega de Black metal Darkthrone. Su segundo álbum con el sello Moonfog Productions.Las letras de algunas canciones fueron escritas por varios vocalistas de otras bandas como Garm (Ulver, Arcturus), Ihsahn (Emperor, Peccatum) y Satyr (Satyricon).Este álbum sorprendió por ser mucho más experimental que sus antecesores.

## Lista de canciones
1. "Earth's Last Picture" - 05:12
2. "Blackwinged" - 04:31
3. "Gather for Attack on the Pearly Gates" - 04:53
4. "Black Victory of Death" - 04:00
5. "Majestic Desolate Eye" - 03:07
6. "Blasphemer" - 04:01
7. "Ravnajuv" - 04:20
8. "The Serpents Harvest" - 05:43

## Banda
- Fenriz: Batería
- Nocturno Culto: Voz, Guitarra, Bajo

## Colaboraciones
- Garm: Letra de "Earth's Last Picture"
- Ihsahn: Letra en "Black Victory of Death"
- Carl-Michael Eide: Letra en "Blasphemer"
- Satyr: Letra en "The Serpents Harvest"